# Телеутская землица
Телеутская землица — в русских официальных документах XVII-XVIII веков территория на юго-западе Сибири, контролировавшаяся телеутами — кочевым народом; раннефеодальное объединение ( «улус» или «княжество») телеутских родов. Современными историками и исследователями (И. С. Тенгереков, Ю. С. Худяков) именуется также Теленгетским улусом. Кочевья телеутских князей находились в предгорьях Алтая, Кулундинской степи и лесостепях верхнего Приобья и Притомья. Эта земля играла роль своеобразного буферного государства между Джунгарским ханством и русскими владениями в Западной Сибири вплоть до массового переселения телеутов ойратами вглубь Центральной Азии в 1710-х годах.
Население Теленгитского улуса послужило ядром Алтайского этноса

## География
Границы Теленгетского улуса обозначены многими исследователями. Русский дипломат молдавского происхождения Николай Спафарий в своих записках «Путешествие через Сибирь до границ Китая» последней четверти XVII века отмечал, что белые калмыки кочевали от Томска до вершин Томи. Советский этнограф Леонид Потапов уточнял, что телеуты кочевали «от реки Ини на севере, до слияния Бии и Катуни на юге, от Иртыша на западе, до реки Томи на востоке».
А. П. Уманский разделил белых калмыков по зонам бытования так: самая большая группа приобских телеутов (Улус Абака) — Верхнее Приобье и предгорья Алтая. Под их влиянием верховья Чумыша (азкештимцы, тогул, тагап, керет), горы Алтая (тёлёсы, тау-телеуты), бассейн Бии (кумандинцы, челканцы, тубалары). По Новосибирской области Уманский указывает следующую северную межу: правобережье Оби по рекам Ине (Уень) и Берди (улус Табуна), левобережье южные Чаны, реки Карасук, Чулым, Тула, до деревни Кривощековой. На востоке и северо-востоке — верховья рек Чумыша, Ини и Ускат до Кыргызского улуса. На юго-западе — по верхнему течению реки Алей. На юге — «Карагайская землица» по верхнему и среднему течению Чарыша, Алея и Кана. Здесь «степные» или окраинные телеуты (роды: азкештим, тогул, тагап, керет), горные тау-телеуты, тёлёсы.
Таким образом, если соотнести географические границы Телеутской землицы конца XVII века с современным административным делением, то улус включал в себя всю территорию Алтайского края, частично территории Республики Алтай, Кемеровской и Новосибирской областей России, а также, возможно, частично Павлодарской и Восточно-Казахстанской областей Казахстана.

## История

### Предыстория
Первые тюрки в регионе появились ещё в глубокой древности, а куда более ранние источники сообщают о жизни в регионе Алтая племен, традиционно считающихся предками Телеутов-Теленгитов — племен Динлинов, Гаогюй, Тэлэ. Во времена Хуннского государства они были одним из племен данного государства. В 391 году племена Теле были покорены Табгачами, в 403 Жужанями. В 480-х годах теле удалось добиться военных успехов (взятие Гаочана, разорение Юэбани) и создать союзное китайцам государство Гаогюй, но вскоре из-за внутренних конфликтов оно распалось и племена теле были побеждены и захвачены Эфталитами. В начале VI века теле во главе с князьями Мивоту и Ифу с переменным успехом вели войны с жужанями, убили кагана Футу. Во время войны, в 550 году, они натолкнулись на Тюрков и присягнули им став подданными Тюркского Каганата. 
С 930 по 1207 год, Теленгиты, по видимому, «были предоставлены сами себе», пока не были покорены Джучи. С этого времени они находились в орбите влияния монгольских государств, пока, предположительно, в 14 или 16 веке не обрели независимость и не образовали достаточно суверенное (в какой-то определенный период), Телеутское государство

### Теленгитский Улус
Первые предположительные сведения о Телеутах, в русских источниках, встречаются в 1598 году, а достоверные в 1601 году. 
В 1608-1609-е годы Теленгитский Улус вел войны с отоками «черных калмыков»,Тайшами Узенея, Езенея и Обакая. Война окончилась откочевкой ойратов из-за угрозы нападения Монголов.
В том же году Телеуты заключают союзный договор с Русским Царством и обязуются участвовать в русских походах (как, например, в 1611, 1615 годах)

### Телеутско-Ойратские войны
В том же 1609 году Кужугеты вторглись на территорию Барабинских татар, взяли большой полон, угнали их стада. Выполняя союзнические обязательства, Абак в том же году разгромил Кужугетов, вернув пленных и стада. Из-за нападения на Кужугетов, вассалов Ойратского дома Чорос, разгорается долгий Телеутско-Чоросский конфликт. В 1611 году на Телеутов нападают Кужугеты, в том же году на Телеутов совершает нападение Печей-Тархан. В 1615 году сын Хара-Хулы Турал-Тайши совершил нападение на кыргызов и эуштинцев, в процессе Телеуты нападают на Турала и разбивают его войско, убив его впоследствии. Спустя какое-то время на Теленгитов совершает нападение сам Хара-Хула с войском в 7 тысяч человек, но как итог Телеуты остались кочевать на прежних землях и не были зависимы от Ойратов, что позволяет говорить о победе Теленгитов.

### Телеутско-Русские конфликты
В 1617 Князь Абак разрывает союзнический договор между государствами из-за невыполнения Россией своих союзнических обязательств и, совместно с Пегим-Тайшой, вторгается на земли Чатов и осаждает «Чатский городок» (алт.Чат-Тура). 1620 год возобновление союза между Теленгитским Улусом и Русским Царством.
1628—1631-е года происходит масштабное восстание против гнета Царизма, поддержанное Абаком. Заключение союза с Кучумовичами. Поход в «Чаты», осада «Мурзина городка» (алт. Мурза-Тура). 
В 1630 уничтожение Абаком «Мурзина городка», погром Шегарской волости, поход против Томских татар. 
Поход Мурзы Тарлава и Абака в Барабу.
1631 год разрыв союза с Кучумовичами.
В начале 30-х годов образование «Улуса Мачиковичей».
1635 год, смерть Абака, вокняжение Коки. 
В 1642 году Н. Сабанский совершает нападение на вассалов Теленгитского князя — Телесов. Разбивает войско князя Мандрака и его сына Айдара. Русские власти все более активно совершают вторжения на территорию Телеутской землицы, несмотря на договоренности.
В 1645 году Князь Кока дал шерть Джунгарскому хану, надеясь получить поддержку. 
В 1653 году русские ратники вновь вторгаются и объясачивают кыштымов Коки.

### Новая Телеутско-Ойратская война
В 1654 году младшие Абаковичи, братья Коки (Мурза Торгоут и др), при поддержке Ойратских Тайшей начинают вооруженную борьбу против Князя, намереваясь занять трон.
В 1655—1658 году начинается новая Телеутско—Ойратская война. 
В 1655 году Князь Кока терпит крупное поражение от Ойратского Тайши Сакыла на лесостепном побережье Оби.
В 1656 году Кока с трудом сумел заключить союз с Князем Мачиком.
В 1657 году попытки заключения союза с Хонгораем, предложение о союзе от Алтын-хана Лоузана.
В 1658 году Кока, собравшись со своими братьями, выступил в поход против Сакыл-Тайши и потерпел очередное тяжёлое поражение.

### Телеутские войны на два фронта
В том же году Кока даёт шерть Русскому Царству, надеясь получить защиту.
В 1659 году, Кока, не смирившись со своим подчинённым положением, разрывает союзнический договор и фактически увязает в войне на два фронта: с Царской администрацией и Ойратскими Тайшами. 
В 1661 году воеводы выдвинулись в поход против князя и нанесли ему ряд тяжёлых ударов, из-за чего Кока был вынужден оставить свою ставку (Меретский городок) и перенести ее на правобережье Оби.

### Подчинение Теленгитов
В 1663 году, воспользовавшись ослаблением Теленгитского Улуса, Хунтайджи Сеньги подчиняет его.
В 1669—1670 году князь Кока умирает. Вокняжение Князя Табуна. 
В 1674—1679 году Табун обращается за помощью к Кеченю, набеги Телеутов на русские остроги, уезды, на вассалов русских. В 1674 году князь Кока и князь Шаадай заключают союз с Коокен-Матуром и Иркой Уделковым против Томска. Получение помощи от Кеченя.
В 1676 году поход Табуна против Ойратов и орчаков.
В 1686 году князь Табун отказывается подчиняться Галдан-Церену.
В 1687 году вторжение Бурутов в горный Алтай, разгром Коокен-Матура.
В 1688 году смерть Князя Мачика, вокняжение его сына Шаадая. 
В 1696 году смерть Шаадая, вокняжение его брата Бейкона. 
В 1697 году умирает Князь Табун, вокняжение Князя Шала.

### Угон Теленгитов в Ургу и окончательное подчинения Теленгитского Улуса
В 1703 году происходит массовый угон Теленгитов в горы Алтая и в Ургу (численностью более 20 тысяч человек) Джунгарского хана на р.Или. 
В 1703—1707 году Теленгиты обязаны служить в охране Джунгарской ставки с войском в 1000 всадников. Дежурным князем назначается Маадай. 
В 1709—1715 году Теленгитские князья участвуют в Джунгарских кампаниях против Томска и окончательно подчиняются Хунтайджи. 
В 1717 году фактически Телеутская землица перестает существовать как хоть сколько-нибудь самостоятельная политическая единица, а ее князья становятся Джунгарскими чиновниками.

## Государственное устройство
Теленгитский Улус являлся раннегосударственным образованием с четко выраженными феодальными атрибутами и неразвитыми формами общественных институтов.

### Титулы и государственный съезд знати
Для решения государственных дел совершался съезд Телеутской знати, называемый современным алтайским языком «Курултаем» или «Çuun». Русские акты, в частности статейные списки послов, постоянно подчеркивают, что для дачи шерти старшие князья Больших Улусов собирались со всеми своими «братьями, з детьми и с племянники», с лучшими людьми. Иногда эти князья заявляли русским послам о необходимости подумать над какими-то вопросами со всеми с своими улусными людьми. Так, в 1658 г., когда томский посол Дм. Вяткин предложил телеутским князьям Коке и Мачику принять русское подданство, «то... он, Кока, того дни против великого государя указу не дал ничево, а говорил: против де указу... и против наказные памяти ответ вам дам завтра. И о том де яз, Кока, и Мачик с своими улусными людьми подумаем.»
Во главе Улуса стоял князь, носивший титул «Бий». Телеуты, не переселенные на реку Или, сохранили воспоминания о таких представителях господствующего класса, как: Каан, Солтон, Мырза, Бий. Также в источниках упоминаются «ясаулы», как младшие помощники Мурз и сборщики податей. Князья имели, по-видимому, «стрелы с грозами» как символы власти и посольских полномочий, а также у каждого князя было свое знамя. Отмечается, что у Князя Коки знаменем был «Лук». В XVIII веке многие князья, под влиянием ойратов, принимают монгольские титулы: Тайши (алт.Тааjы, Таачы), Зайсан (алт. Jайзаҥ), Демичи (алт. Темичи), Шуленги, Арбанаки.. Также было наличие спорного по происхождению титула «Кашка».
При князьях были судьи, именуемые «Jаргучи», которые судили по нормам обычного права, были вестовщики «jалчы». Сбором алмана среди подчинённых племен занимались Демичи, Шуленги, называемые «Алманчи».
В качестве письма Теленгиты использовали тодо-бичиг.

### Административно-территориальное деление
Княжество представляло из себя единый Улус, который с 1630 года разделился на два отдельных Улуса: княжество, названное в работах Уманского А. П. как «Улус Мачиковичей» (отголоском этого деления является наличие памяти о т.н. "jаан Теленетов" и "кичу Теленетов"), по имени первого князя Мачика  и «Улус Абаковичей», по имени первого Телеутского князя Абака.
— Во главе «Больших улусов» стояли Теленгитские князья, носившие титул «Бий». Ими правили прямые потомки старших Телеутских князей.
— Большие Улусы состояли из «малых улусов» (Аймаков). Малыми улусами правили родственники старших князей — дяди, братья, сыновья и пр. Размеры Аймаков были невелики, так, улус мурзы Имена Абакова насчитывал 50 юрт. После подчинения Телеутов Джунгарами эти улусы стали предположительно именоваться «аймаками» и носили название сеоков, преобладающих в них . Князцы, правившие аймаками, предположительно носили титул - Мурзы.
— Малые улусы делились на ещё более мелкие единицы, состоявшие из родственных семей. Вероятно, каждая из них составляла кочевую общину. Во главе этих мелких единиц стояли т.н. «лучшие люди». Эти мелкие единицы могут быть сопоставлены с Ойратским Хотонами и, вероятно, состояли из 5-10 юрт.

## Политическая и социальная структура
Политическое устройство княжества была такова:
«Князья» —  это верхушка телеутской феодально-племенной знати. Знатность происхождения и высокое общественное положение выделяют их не только из массы рядовых телеутов, но и из «лучших людей». Предположительный термин, применявшийся к ним самими Телеутами, это: Бий, Тайши .
«Мурзы» — Татарским термином «мурзы» («лучшие мурзы») в начале XVII в. русские акты называли знатных телеутов, вероятно, прежде всего владельцев малых улусов.
«Лучшие люди» — (Jакшылар?) по мнению Уманского А. П., это Телеуты, выделявшиеся из основной массы «Улусных людей» знатностью и происхождением.
«Улусные люди» — составляли большинство населения княжества, вероятно, обозначались термином «Тегин Улус» или «Кара Улус» (т.е. простые, обычные люди). Предполагается также наименование «Албаты» 
«Кыштымы» — кыштымами являлись вассальные племена и роды, которые платили дань пушниной, железными изделиями, продуктами сельского хозяйства. Предположительно, были вынуждены нести воинскую повинность.
Помимо вышеуказанных групп, некоторые исследователи выделяют также представителей духовенства — Шаманов ("Кам"), и с середины 18-го века также Ламство ("Нама") . Бытовали среди Телеутов также немногочисленные рабы ("Кулы").

## Войско
Основу войска Теленгитского княжества составляла конница, которая в XVII—XVIII веках насчитывала 1000—2000 всадников. Они были вооружены главным образом: сложносоставными луками, копьями (пиками), палашами, саблями, топорами, булавами и пр. Широко были распространены и защитные элементы вооружения, такие как: куяки, панцири, своеобразные бехтерцы, шлема, наручи, вероятно, бытовали в небольшом количестве и зерцала (Корноош). Возможно было и наличие ламеллярных доспехов. По сведениям, из 900 всадников Кыргызского князя около 400 имели на себе защитное вооружение. Вероятно, подобное количество латников было и у Телеутов.
Во главе войска стояли бии, зайсаны или мурзы, а также командиры, носившие титулы «баатыр», «кезер», «алып». Рядовые воины же, вероятно, могли носить наименование «ок», то есть «стрела» (клан или же иногда «лук» ).
Телеутские князья имели небольшие дружины профессиональных воинов-богатырей - «Баатыров». Численность их, вероятно, была невысока и составляла от 40 и более воинов.
В XVII-XVIII веках Телеутские князья проявляли интерес к огнестрельному вооружению и получали его главным образом от среднеазиатских, кашгарских, ойратских и русских купцов. В XVIII веке алтайцы начали собственное производство огнестрельного оружия, и даже торговлю им.

При штурме крепостей теленгиты выходили в бой «за щитами». На случай вторжения врага телеуты возводили небольшие каменные и деревянные крепости (городки) и опорные пункты «Шибее», «Тура», остатки многих из которых можно обнаружить и поныне, а от некоторых остались лишь топонимы: «Шибеелик», «Шибелÿ-Туу»,«Шибеелей»,«Мурза-Тура», «Телес-Тура» и др.

## Экономика и хозяйство
По большей части территории княжества было распространено кочевое скотоводство. Разводили овец, лошадей, крупный рогатый скот,коз, верблюдов. Перекочевки совершались четыре или два раза в год, с летнего пастбища на зимнее и обратно (иногда также на весеннее и осенние пастбища).
Малозначительно было распространено земледелие. Так, отмечается, что: «Телеуты, несмотря на свой кочевой образ жизни, засевали небольшие участки преимущественно ячменем, используя в качестве земледельческих инструментов мотыгу и примитивную соху»  Также отмечается применение Алтайцами плуга (Андазын), а из культур, помимо ячменя, выращивали также пшеницу,рожь и горох.
Широко распространена была охота. Так, у Телеутских князей были собственные места и урочища, где они охотились на самых различных животных: маралов, оленей, диких коз, лосей, глухарей, тетерев и др. Высоко ценилась "Теленгутская красная лисица" и "Белка-Телеутка", которой сами Теленгиты опушали свою одежду, шили шапки.
Не менее широко Теленгиты освоили и кузнечное ремесло. Способ добычи металла был сыродутным.
Теленгитский Улус вел активную торговлю с Сибирским Ханством, Русским Царством, Китаем, Бурятскими и Кыргызскими князьями и Средней Азией. Из Китая поступали различные шелковые ткани, фарфоровая посуда, чай. Из Средней Азии сюда завозили ковры, ружья. Теленгитский Улус, в свою очередь, был поставщиком пушнины, мяса, железных изделий и вооружения (доспехи, луки, длинноклинковое оружие).